# Haus Wichelhausen
Das Haus Wichelhausen befindet sich in Bremen, Stadtteil Mitte, Violenstraße 11. Es entstand 1805.
Das Gebäude steht seit 1973 unter Bremer Denkmalschutz.

## Geschichte
Das dreigeschossige, verputzte, dreiachsige Wohnhaus mit Satteldach und einem klassizistischen Giebel wurde 1805 in der Epoche des Klassizismus für den Kaufmann Otto Wichelhausen gebaut. Wichelhausen stammte aus einer alten Familie, die im 19. Jahrhundert auch einen Bremer Bürgermeister stellte. Die Gaststätte Zur alten Bierstube befand sich lange Zeit in dem Haus. Daneben stehen das schmale Wohnhaus Violenstraße 9 und das Wohn- und Geschäftshaus Violenstraße 13.
Heute (2018) wird das sanierte Gebäude durch Wohnungen und Büros genutzt.
Die Violenstraße wurde nach der Pflanzengattung Veilchen (Viola) benannt.